# Raionul Kalmiuske, Donețk
Kalmiuske (în ucraineană Кальміуський район, transliterat: Kalmiuskîi raion) este un raion în regiunea Donețk, Ucraina. Are reședința la Kalmiuske.
Are o suprafață de 3.132,6 km². Populația este de 122.600 locuitori, determinată în 2020.